# Zajcevovo pravidlo

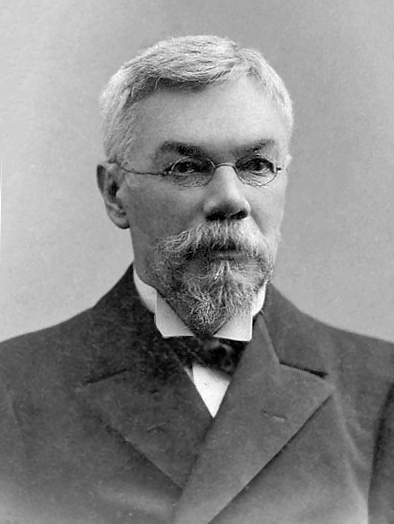
Alexandr Zajcev

Zajcevovo pravidlo se uplatňuje při všech monomolekulárních reakcích a při bimolekulárních eliminačních reakcích sekundárních a terciárních halogenidů, alkoholů a esterů. Je pojmenováno podle ruského chemika Alexandra Michajloviče Zajceva.

## Zajcevovo pravidlo
Zajcevovo pravidlo: Vzniká termodynamicky stálejší nejvíce alkanový olefin (alken).
Zajcevovo pravidlo bývá vysvětleno hyperkonjugací. Elektronové páry vazeb C-H jsou pohyblivější než elektrony vazeb C-C. Proto se v některých případech může uplatnit konjugace mezi elektrony vazeb C-H a elektrony Π vznikající násobné vazby. Efekt je tím větší, čím více vazeb C-H je v sousedství dvojné vazby a klesá proto v pořadí:
Při dehydrataci i dehydrohalogenaci pak platí, že čím více vazeb C-H je zapojeno do hyperkonjugace, tím snadnější je eliminace.